# Lưu Vĩ (sinh năm 1958)
Lưu Vĩ (tiếng Trung giản thể: 刘伟, bính âm Hán ngữ: Liú Wěi, sinh tháng 3 năm 1958, người Hán) là chính trị gia nước Cộng hòa Nhân dân Trung Hoa. Ông hiện là Bí thư Đảng tổ, Chủ tịch Chính Hiệp Hà Nam. Ông từng là Ủy viên dự khuyết Ủy ban Trung ương Đảng Cộng sản Trung Quốc khóa XVII, Bí thư Đảng tổ, Chủ tịch Chính Hiệp Sơn Đông; Phó Bí thư Tỉnh ủy, Bộ trưởng Bộ Tổ chức Tỉnh ủy Sơn Đông; Bí thư Thị ủy của hai địa cấp thị là Phụ Dương và Vu Hồ, và Bí thư Tỉnh đoàn An Huy.
Lưu Vĩ là đảng viên Đảng Cộng sản Trung Quốc, học vị Cử nhân Kinh tế học. Ông có gần 15 năm công tác thanh niên trước khi được chuyển sang khối nhà nước, trở thành công vụ viên cấp chính tỉnh năm 2010, 52 tuổi và còn rất trẻ, tuy nhiên giữ nguyên vị trí tương đương trong thời gian dài ở Chính Hiệp – cơ quan cố vấn của Trung Quốc.

## Xuất thân và giáo dục
Lưu Vĩ sinh tháng 3 năm 1958 tại huyện Đằng Châu, nay là thành phố cấp huyện Đằng Châu thuộc địa cấp thị Tảo Trang, tỉnh Sơn Đông, Cộng hòa Nhân dân Trung Hoa. Ông lớn lên và tốt nghiệp phổ thông ở Đằng Châu, đến tháng 4 năm 1977 thì được xếp vào diện thanh niên tri thức của phong trào Vận động tiến về nông thôn và điều tới tỉnh An Huy, về huyện Nãng Sơn của Túc Châu làm thanh niên lao động của Đại đội Trương Trang tại công xã Lương Lê (良梨公社) trong gần 1 năm, và cũng là Bí thư Chi bộ Đoàn của đại đội. Tháng 2 năm 1978, khi phong trào chấm dứt, ông thi đỗ Trường Sư phạm Bạng Phụ ở An Huy, tốt nghiệp tháng 2 năm 1980 và được kết nạp Đảng Cộng sản Trung Quốc ngay sau đó. Năm 1982, Trường Bạng Phụ được nâng cấp lên thành Học viện Giáo dục Bạng Phụ, ông trở lại trường theo học Khoa Trung văn từ tháng 10 năm 1983 và tốt nghiệp cử nhân chuyên ngành này vào thagns 12 năm 1986. Từ tháng 10 năm 1990, Lưu Vĩ được Trường Đảng Trung ương Đảng Cộng sản Trung Quốc phê chuẩn quá trình giáo dục từ xa về ngành quản lý kinh tế cho đến cuối năm 1992. Cũng tại Trường Đảng Trung ương này, ông cũng tham gia khóa học chính trị như khóa bồi dưỡng cán bộ trung, thanh niên từ tháng 9 năm 1996 đến tháng 7 năm 1997. Đến tháng 9 năm 2003, ông tiếp tục tham gia giáo dục từ xa chuyên ngành chính trị học với tư cách là nghiên cứu sinh tại chức cho đến tháng 7 năm 2006, hoàn thành các nghiên cứu chính trị của mình.

## Sự nghiệp

### An Huy
Tháng 2 năm 1980, sau khi tốt nghiệp trường Bạng Phụ, Lưu Vĩ được trường giữ lại làm Bí thư Đoàn Thanh niên Cộng sản Trung Quốc của trường. Công tác được 1 năm thì trường chuyển thành học viện, ông tiếp tục là Bí thư Đoàn trường, thêm cương vị là Thư ký Văn phòng Đảng ủy trường. Cuối năm 1982, ông chuyển sang Thị đoàn Bạng Phụ, lần lượt là Phó Bí thư rồi Bí thư Thị đoàn giai đoạn 1982–85. Tháng 10 năm 1985, ông được điều vê huyện Cố Trấn làm Phó Bí thư Huyện ủy, được 2 năm thì trở lại làm Phó Bí thư Tỉnh đoàn An Huy và là Bí thư Tình đoàn từ tháng 9 năm 1994. Tháng 4 năm 1995, Lưu Vĩ được điều tới địa cấp thị Vu Hồ, nhậm chức Phó Bí thư Thị ủy, được bổ nhiệm làm quyền Thị trưởng rồi chính thức từ đầu năm 1996. Hai năm sau, ông là Bí thư Thị ủy Vu Hồ, sau đó được chuyển tới địa cấp thị Phụ Dương làm Bí thư Thị ủy, Chủ nhiệm Ủy ban Thường vụ Nhân Đại Phụ Dương từ cuối năm 1999.

### Địa phương khác
Tháng 7 năm 2001, Lưu Vĩ được điều về quê ông là Sơn Đông, bầu vào Ban Thường vụ Tỉnh ủy, được phân công làm Bộ trưởng Bộ Tổ chức Tỉnh ủy Sơn Đông, rồi Phó Bí thư Tỉnh ủy từ tháng 6 năm 2007. Tháng 10 năm này, ông tham gia Đại hội Đảng Cộng sản Trung Quốc lần thứ XVII, được bầu làm Ủy viên dự khuyết Ủy ban Trung ương Đảng Cộng sản Trung Quốc khóa XVII. Đầu năm 2010, ông được miễn nhiệm các chức vụ ở Ban Thường vụ Tỉnh ủy, phân công làm Bí thư Đảng tổ Chính Hiệp tỉnh, sau đó được bầu làm Chủ tịch Ủy ban Sơn Đông Hội nghị Hiệp thương Chính trị Nhân dân Trung Quốc, cấp chính tỉnh. Lưu Vĩ đảm nhiệm vị trí này 8 năm, đến đầu năm 2018 thì được điều chuyển tới tỉnh Hà Nam, rồi được bầu làm Chủ tịch Chính Hiệp Hà Nam từ ngày 26 tháng 1. Ông là đại biểu tham gia các kỳ Đại hội Đảng Cộng sản Trung Quốc lần thứ XVIII, XIX nhưng không còn được bầu làm Ủy viên, đến cuối năm 2022 thì tiếp tục tham gia Đại hội Đảng Cộng sản Trung Quốc lần thứ XX từ đoàn đại biểu Hà Nam.